# 星ヶ峯
星ヶ峯（ほしがみね）は、鹿児島県鹿児島市の町丁。郵便番号は891-0102。人口は12,327人、世帯数は5,221世帯（2020年4月1日現在）。星ヶ峯一丁目から星ヶ峯六丁目まであり、星ヶ峯一丁目から星ヶ峯五丁目までの全域で住居表示を実施している。

## 地理
鹿児島市の西部、永田川の中流域にある丘陵地上に位置している。星ヶ峯ニュータウンは鹿児島開発事業団、星ヶ峯みなみ台は鹿児島県住宅開発公社によって建設されたニュータウンである。北方から東方にかけては五ケ別府町、南方には山田町、東方には田上町がそれぞれ接している。
町域の中央部には鹿児島市立星峯中学校、鹿児島市立星峯西小学校が所在しており、南部には鹿児島市立星峯東小学校がある。
2009年には隣接する田上町に広木駅が完成し、鹿児島中央駅などの市街地へのアクセスも向上している。

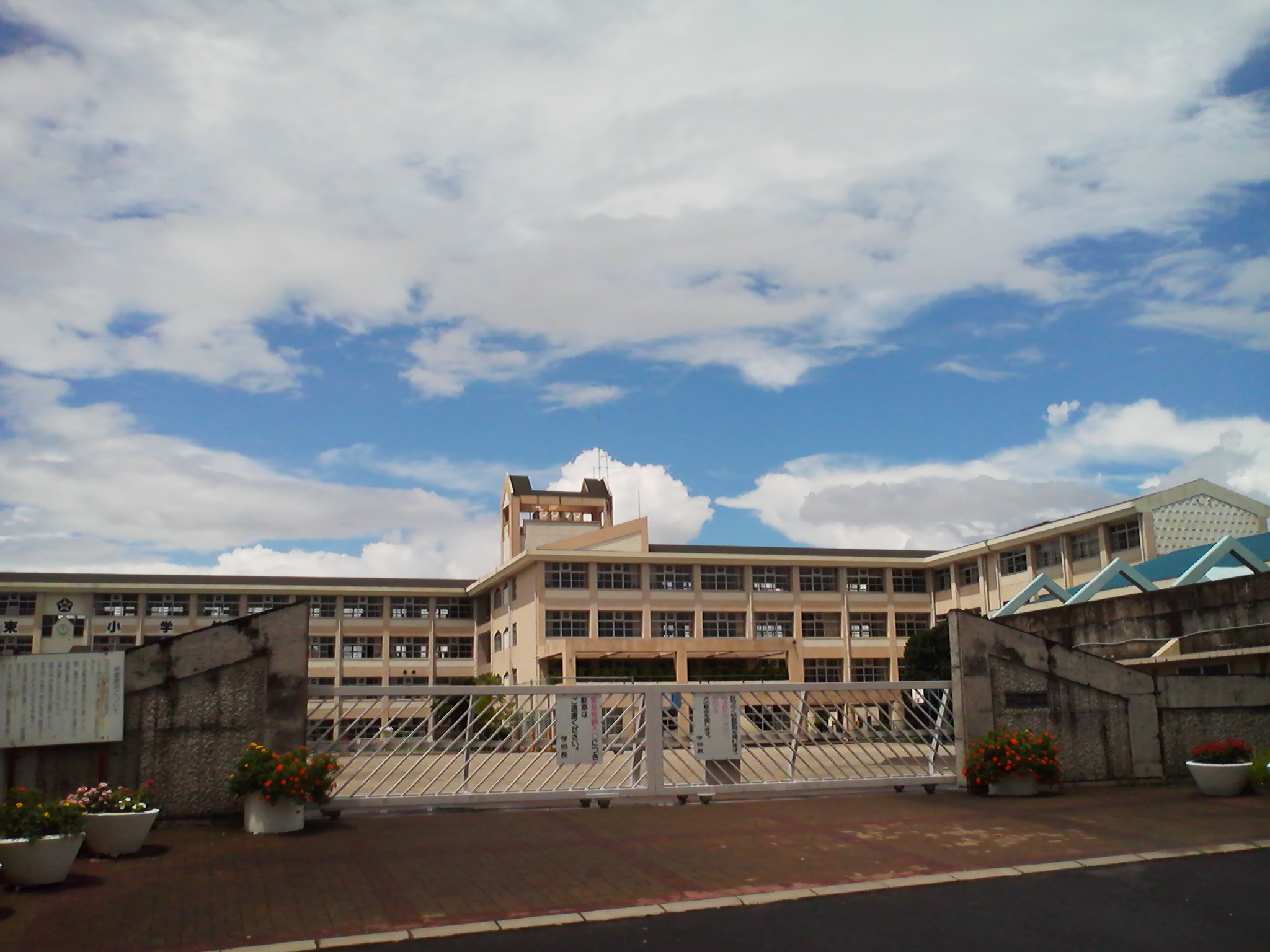
鹿児島市立星峯東小学校
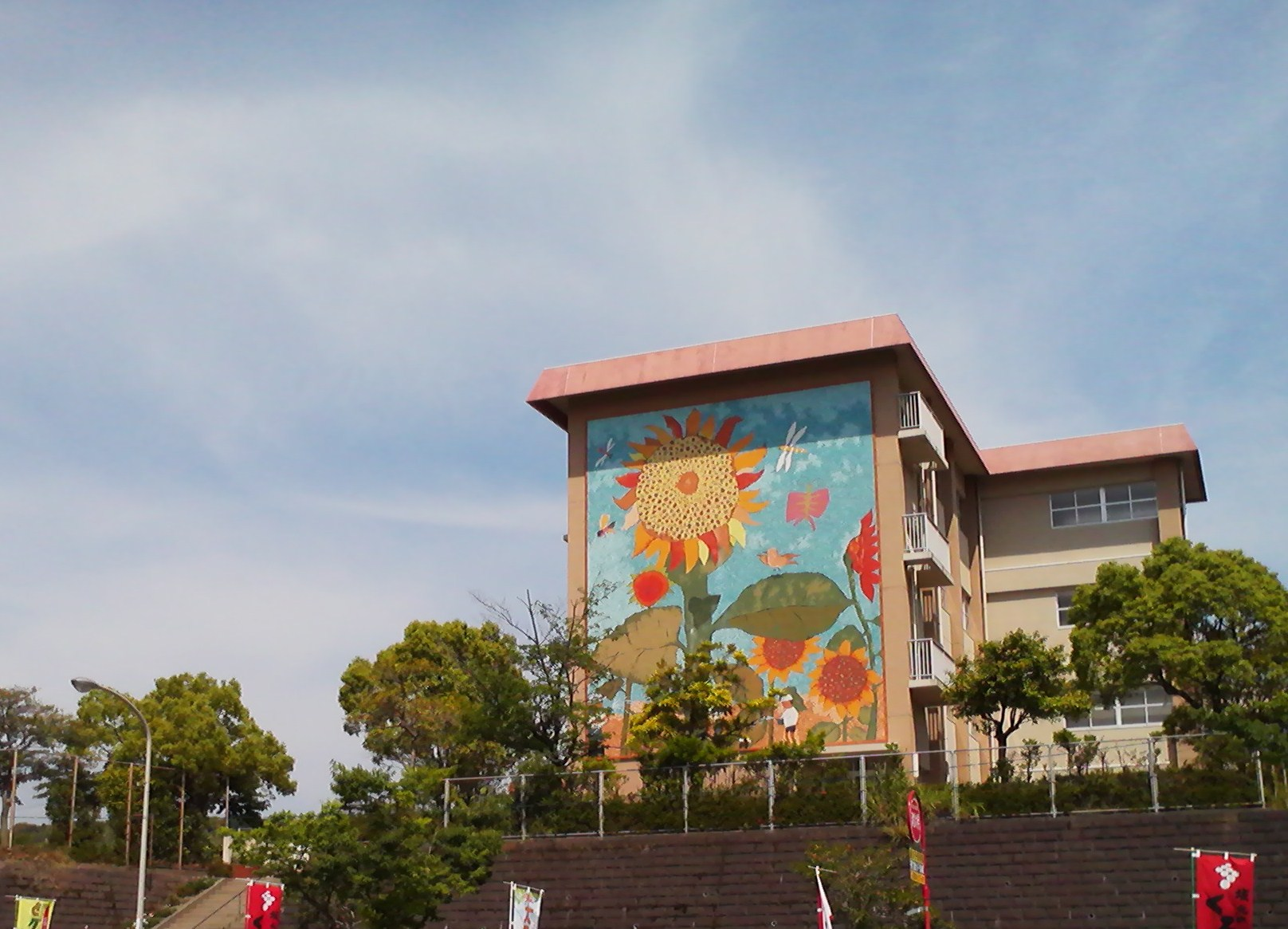
鹿児島市立星峯西小学校
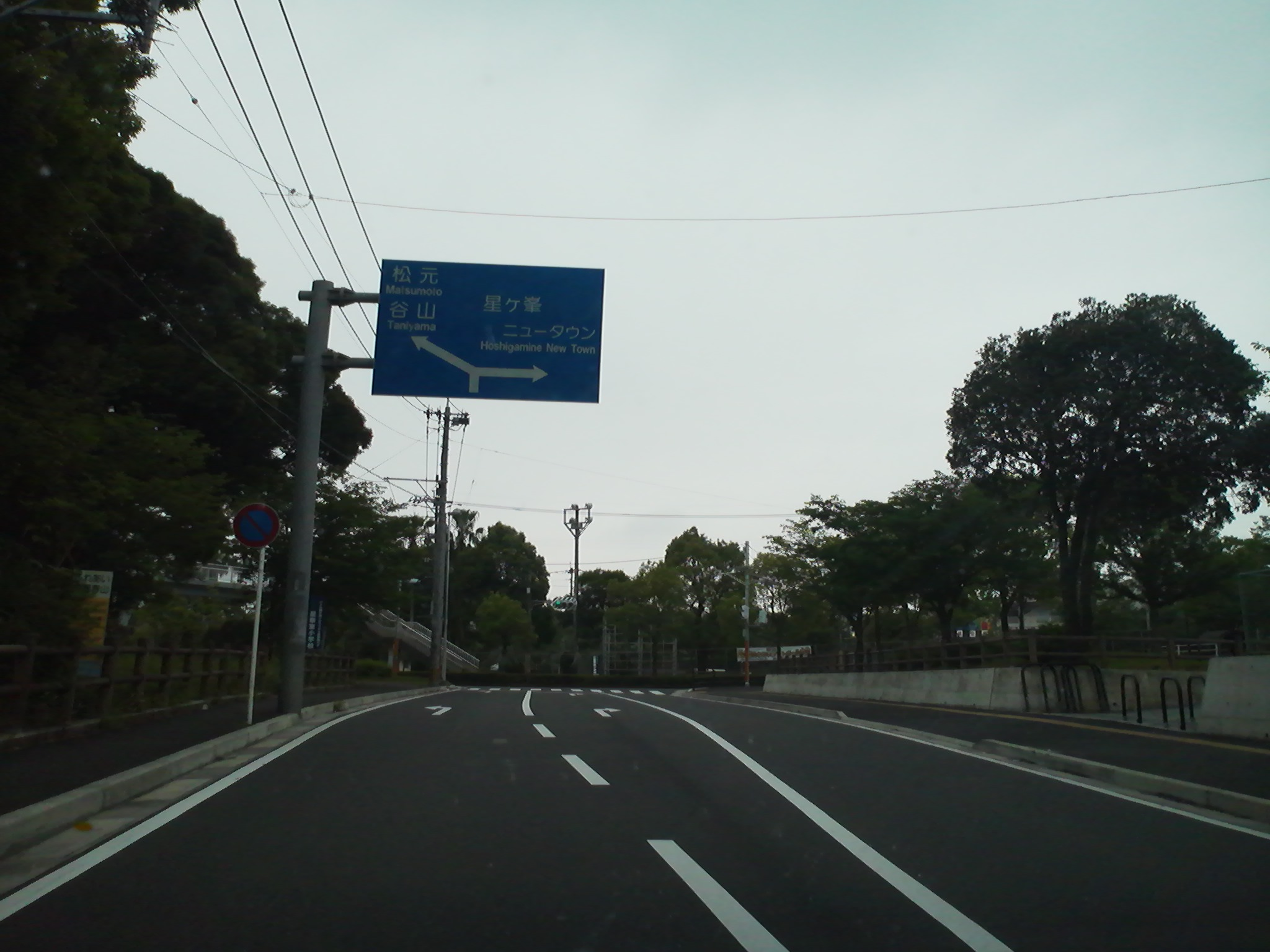
広木駅方面から星ヶ峯中央公園前の交差点を望む

## 歴史

### 星ヶ峯の開発
現在の星ヶ峯一丁目から星ヶ峯五丁目までの区域は「星ヶ峯ニュータウン」として1973年（昭和48年）から1992年（平成4年）にかけて鹿児島開発事業団によって造成された。大川内、井手ヶ宇都、塔之原、蕨野の各集落に囲まれた丘陵地帯であり、1973年（昭和48年）に用地買収に着手し、1976年（昭和51年）12月に建設に着手した。着工当時は234万平方メートルの造成計画であったが、社会経済情勢の変化に伴って1983年（昭和58年）に189万平方メートルに造成計画が変更された。
1981年（昭和56年）には鹿児島市立星峯西小学校、1982年（昭和57年）には鹿児島市立星峯中学校、1988年（昭和63年）には鹿児島市立星峯東小学校が相次いで開校した。1987年（昭和62年）3月には、桜島の南東部に位置する有村町の住民22世帯51人が1984年（昭和59年）7月21日に発生した噴石によって被害を受けたことから集団移転することとなり、星ヶ峯ニュータウンに集団移転している。1991年（平成3年）に工事が完成し、一般分譲が終了した。

### 町丁の設置以降
1989年（平成元年）2月13日に田上町、五ケ別府町、山田町の各一部にあたる「星ヶ峯団地地区」において住居表示が実施されることとなったのに伴い、田上町及び山田町の各一部より「星ヶ峯一丁目」、田上町及び山田町、五ケ別府町の各一部より「星ヶ峯二丁目」、五ケ別府町の一部より「星ヶ峯三丁目」、山田町及び五ケ別府町の各一部より「星ヶ峯四丁目」、「星ヶ峯五丁目」が設置された。1993年（平成5年）3月1日には「星ヶ峯ニュータウン」地区において住居表示が実施され、山田町及び田上町の各一部が星ヶ峯一丁目に編入された。2004年（平成16年）4月1日には星ヶ峯みなみ台の区域にあたる五ケ別府町の区域を編入し、「星ヶ峯六丁目」が設置された。

### 町域の変遷
| 実施後               | 実施年             | 実施前                                      |
| -------------------- | ------------------ | ------------------------------------------- |
| 星ヶ峯一丁目（新設） | 1989年（平成元年） | 田上町（一部）                              |
| 星ヶ峯一丁目（新設） | 1989年（平成元年） | 山田町（一部）                              |
| 星ヶ峯二丁目（新設） | 1989年（平成元年） | 田上町（一部）                              |
| 星ヶ峯二丁目（新設） | 1989年（平成元年） | 山田町（一部）                              |
| 星ヶ峯二丁目（新設） | 1989年（平成元年） | 五ケ別府町（一部）                          |
| 星ヶ峯三丁目（新設） | 1989年（平成元年） | 五ケ別府町（一部）                          |
| 星ヶ峯四丁目（新設） | 1989年（平成元年） | 山田町（一部）                              |
| 星ヶ峯四丁目（新設） | 1989年（平成元年） | 五ケ別府町（一部）                          |
| 星ヶ峯五丁目（新設） | 1989年（平成元年） | 山田町（一部）                              |
| 星ヶ峯五丁目（新設） | 1989年（平成元年） | 五ケ別府町（一部）                          |
| 星ヶ峯一丁目（編入） | 1993年（平成5年）  | 山田町（一部）                              |
| 星ヶ峯一丁目（編入） | 1993年（平成5年）  | 田上町（一部）                              |
| 星ヶ峯六丁目（新設） | 2004年（平成16年） | 五ケ別府町（一部） （星ヶ峯みなみ台の区域） |

## 人口

### 町丁別
|              | 世帯数 | 人口  |
| ------------ | ------ | ----- |
| 星ヶ峯一丁目 | 1,051  | 2,311 |
| 星ヶ峯二丁目 | 1,330  | 2,981 |
| 星ヶ峯三丁目 | 786    | 1,736 |
| 星ヶ峯四丁目 | 885    | 1,954 |
| 星ヶ峯五丁目 | 534    | 1,127 |
| 星ヶ峯六丁目 | 635    | 2,218 |

### 国勢調査
以下の表は国勢調査による小地域集計が開始された1995年以降の人口の推移である。
| 年                 | 人口   |
| ------------------ | ------ |
| 1995年（平成7年）  | 13,483 |
| 2000年（平成12年） | 12,770 |
| 2005年（平成17年） | 12,516 |
| 2010年（平成22年） | 12,516 |
| 2015年（平成27年） | 12,832 |

## 施設

### 公共
- 鹿児島県警察鹿児島南警察署星ヶ峯交番[27]
- 星ヶ峯福祉館[28]
- 鹿児島市知的障害者福祉センター[29]
- 星ヶ峯中央公園

### 教育
- 鹿児島市立星峯中学校[30]
- 鹿児島市立星峯西小学校[31]
- 鹿児島市立星峯東小学校[31]
- 星ヶ峯幼稚園[32]
- 錦城幼稚園[32]

### 郵便局
- 鹿児島星ヶ峯郵便局[33]

### その他
- 鹿児島交通鹿児島西営業所

## 文化財
- 蕨野の田の神
宅地造成が行われる以前は蕨野の集落が所在しており、集落の水田の中に220年程前（1999年現在）に庚申供養のために建てられた田の神。1982年（昭和57年）に鹿児島市の有形民俗文化財に指定された[34]。その後付近の宅地造成により現在の星ヶ峯ニュータウン第三公園内に移設された[35][7]。

## 小・中学校の学区
市立小・中学校に通う場合、学区（校区）は以下の通りとなる。
| 町丁         | 番・番地 | 小学校                 | 中学校               |
| ------------ | -------- | ---------------------- | -------------------- |
| 星ヶ峯一丁目 | 全域     | 鹿児島市立星峯東小学校 | 鹿児島市立星峯中学校 |
| 星ヶ峯二丁目 | 全域     | 鹿児島市立星峯東小学校 | 鹿児島市立星峯中学校 |
| 星ヶ峯三丁目 | 全域     | 鹿児島市立星峯西小学校 | 鹿児島市立星峯中学校 |
| 星ヶ峯四丁目 | 全域     | 鹿児島市立星峯西小学校 | 鹿児島市立星峯中学校 |
| 星ヶ峯五丁目 | 全域     | 鹿児島市立星峯西小学校 | 鹿児島市立星峯中学校 |
| 星ヶ峯六丁目 | 全域     | 鹿児島市立星峯西小学校 | 鹿児島市立星峯中学校 |

## 交通

### 道路
高速道路
- 最寄りは指宿スカイライン山田IC。

### 鉄道
- 最寄駅は鹿児島本線広木駅（田上町に所在）